# Liste der Biografien/Deb
Liste der Biografien |
Portal Biografien |
Personensuche
# |
A |
B |
C |
D |
E |
F |
G |
H |
I |
J |
K |
L |
M |
N |
O |
P |
Q |
R |
S |
T |
U |
V |
W |
X |
Y |
Z |
?
 
Da |
Db |
Dc |
Dd |
De |
Dg |
Dh |
Di |
Dj |
Dk |
Dl |
Dm |
Dn |
Do |
Dq |
Dr |
Ds |
Du |
Dv |
Dw |
Dy |
Dz
 
De A |
De B |
De C |
De D |
De E |
De F |
De G |
De H |
De J |
De K |
De L |
De M |
De N |
De P |
De Q |
De R |
De S |
De T |
De V |
De W |
De Y |
De Z 

Dea |
Deb |
Dec |
Ded |
Dee |
Def |
Deg |
Deh |
Dei |
Dej |
Dek |
Del |
Dem |
Den |
Deo |
Dep |
Deq |
Der |
Des |
Det |
Deu |
Dev |
Dew |
Dex |
Dey |
Dez
Die Liste der Biografien führt alle Personen auf, die in der deutschsprachigen Wikipedia einen Artikel haben. Dieses ist eine Teilliste mit 287 Einträgen von Personen, deren Namen mit den Buchstaben „Deb“ beginnt.

## Deb
- Deb, Biplab Kumar (* 1969), indischer Politiker der Bharatiya Janata Party
- Deb, Dasarath (1916–1998), indischer Politiker der Communist Party of India (Marxist)

### Deba
- Deba, Bizunesh (* 1987), äthiopische Langstreckenläuferin
- Debabow, Dmitri Georgijewitsch (1901–1949), sowjetischer Fotograf
- Debacker, Marlies (* 1992), belgische Improvisationsmusikerin (Piano) und Interpretin Neuer Musik
- Debacq, Joseph-Frédéric (1800–1892), französischer Architekt
- DeBaecke, Harry (1879–1961), US-amerikanischer Ruderer
- Debaets, Cesar (1891–1974), belgischer Radrennfahrer
- Debaets, Gerard (1898–1959), belgischer Radrennfahrer
- Debain, Alexandre-François (1809–1877), französischer Instrumentenbauer
- DeBakey, Michael Ellis (1908–2008), US-amerikanischer HerzchirurgMichael Ellis DeBakey (1908–2008)

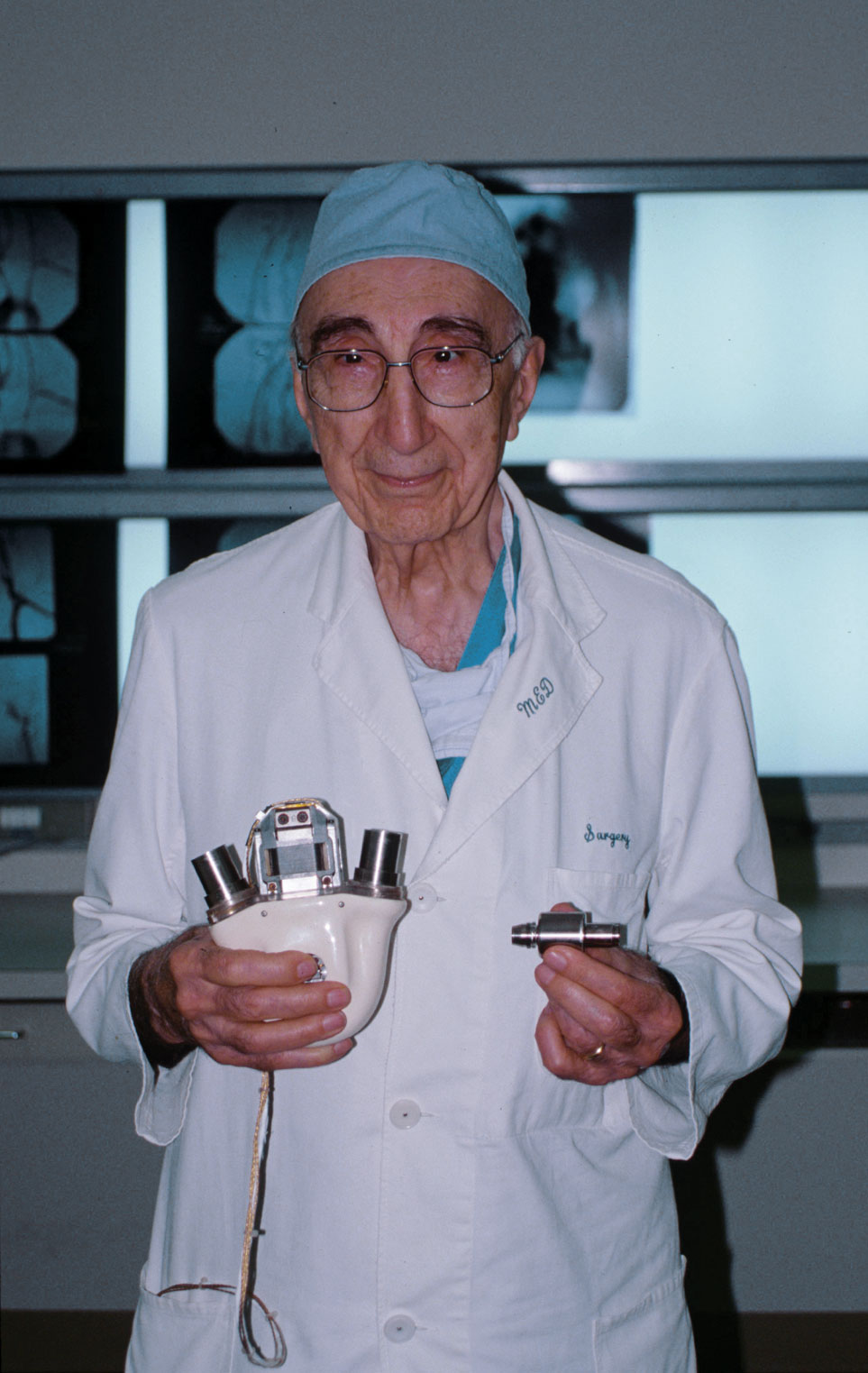
Michael Ellis DeBakey (1908–2008)

- Debali, Francisco José (1791–1859), ungarischer Komponist
- Debar, Andrée (1920–1999), französisch-luxemburgische Schauspielerin
- DeBarge, El (* 1961), US-amerikanischer Sänger, Songwriter und Musiker
- DeBarge, Kristinia (* 1990), US-amerikanische Popsängerin
- Debargue, Lucas (* 1990), französischer Pianist und KomponistLucas Debargue (* 1990)

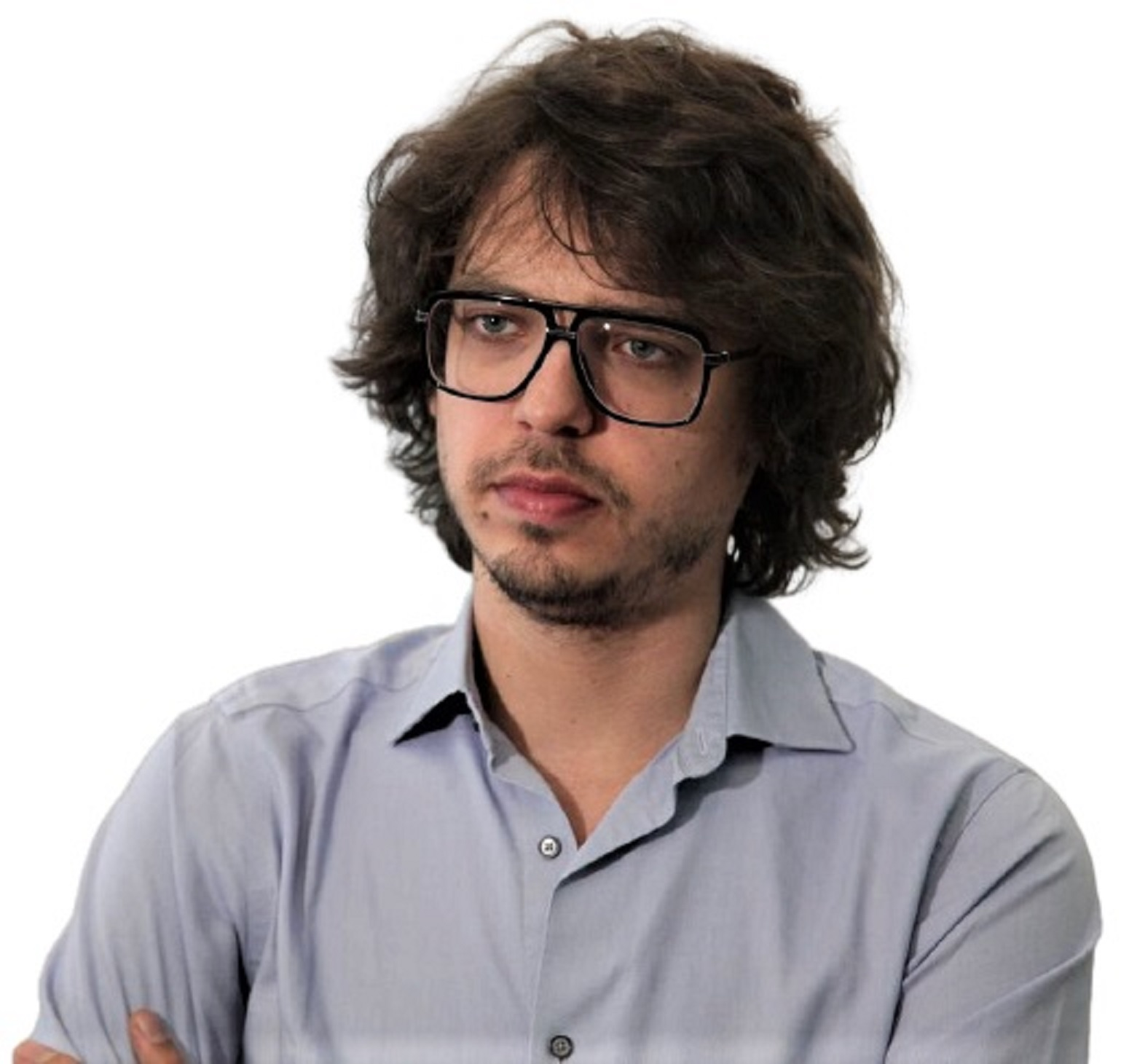
Lucas Debargue (* 1990)

- Debarre, Angelo (* 1962), französischer Jazzmusiker
- Débarre, Florence (* 1984), französische Evolutionsbiologin
- Debarre, Olivier (* 1959), französischer Mathematiker
- DeBartolo, Edward Jr. (* 1946), US-amerikanischer Unternehmer
- Debast, Zeno (* 2003), belgischer Fußballspieler
- Debat, Jean-François (* 1966), französischer Politiker
- Debat-Ponsan, Édouard (1847–1913), französischer Maler
- Debatin, Helmut (1926–2011), deutscher Jurist und UN-Funktionär
- Debatin, Hubert (1914–1992), deutscher römisch-katholischer Pfarrer, Chorbischof der syromalankarischen Kirche und Träger des Bundesverdienstkreuzes
- Debatin, Jörg (* 1961), deutscher Mediziner
- Debatin, Klaus-Michael (* 1952), deutscher Onkologe
- DeBattista, Karen, maltesische Sängerin und Songwriterin
- Debattista, Lolly (1929–2021), maltesischer Fußballspieler
- Debattista, Sophie (* 1994), maltesische Sängerin und Schauspielerin
- Debauve, Marine (* 1988), französische Turnerin
- Debay, Auguste (1802–1890), französischer Mediziner und Schriftsteller
- Debay, Lucie (* 1985), französisch-belgische Schauspielerin
- Debayle, Luis Somoza (1922–1967), nicaraguanischer Präsident (1956–1963)
- Debayle, Yann (* 1981), französischer Biathlet

### Debb
- Debbagh, Driss (* 1921), marokkanischer Diplomat, Botschafter in Italien (1959–1961)
- Debbagh, Karim (* 1972), marokkanischer Filmproduzent
- Debbarman, Peary Mohon (1887–1925), indischer Botaniker
- Debbas, Charles (1884–1935), libanesischer Politiker
- Debbe, Christoffer Wessel (1837–1912), deutscher Pädagoge, MdBB
- Debbi (* 1993), tschechische Popsängerin
- Debbouze, Jamel (* 1975), französischer Filmschauspieler und Komiker marokkanischer HerkunftJamel Debbouze (* 1975)

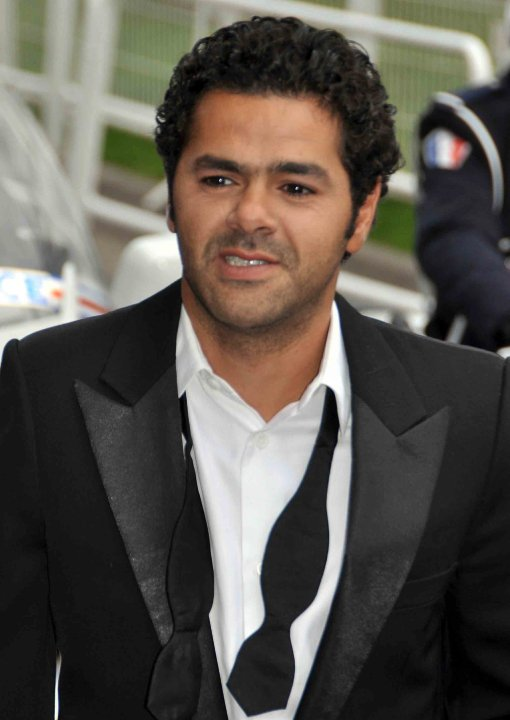
Jamel Debbouze (* 1975)

- Debbrecht, Gerhard (1935–2023), deutscher katholischer Priester und Autor religiöser Schriften

### Debe
- Debeaumarché, Edmond (1906–1959), französisches Mitglied der Résistance, NS-Opfer
- Debeaumarché, Nicolas (* 1998), französischer Radrennfahrer
- DeBeck, Billy (1890–1942), US-amerikanischer Comiczeichner und -autor
- DeBeer, Serena (* 1973), US-amerikanische Chemikerin
- Debehen, Beamter der altägyptischen 5. Dynastie
- Debehogne, Henri (1928–2007), belgischer Astronom
- Debel, Johann (1540–1610), deutscher Philologe und lutherischer Theologe
- Debelak Deržaj, Mira (1904–1948), slowenische Bergsteigerin und Publizistin
- Debelak, Janez, jugoslawischer Skispringer
- Debelak, Matjaž (* 1965), jugoslawischer Skispringer
- Debelak, Tilen (* 1991), slowenischer Skirennläufer
- Debele, Bekele (* 1963), äthiopischer Langstreckenläufer
- Debele, Chimdessa (* 2003), äthiopischer Langstreckenläufer
- Debele, Dereje (* 1986), äthiopischer Langstreckenläufer
- Debelić, Ana (* 1994), kroatische Handballspielerin
- Debelius, Helmut (* 1947), deutscher Meeresforscher, Autor und Unterwasserfotograf
- Debeljak, Aleš (1961–2016), slowenischer Schriftsteller, Dichter und Herausgeber
- Debeljak, Anton (1887–1952), jugoslawischer Lyriker, Journalist und Übersetzer
- Debeljanow, Dimtscho (1887–1916), bulgarischer Lyriker
- Debeljuh, Natalie (* 1988), australische Hammerwerferin
- DeBell, Kristine (* 1954), US-amerikanische Schauspielerin und ein ehemaliges FotomodellKristine DeBell (* 1954)

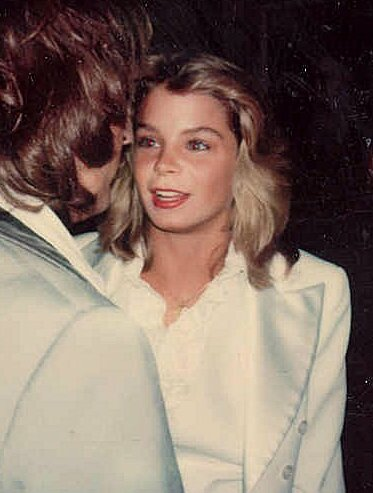
Kristine DeBell (* 1954)

- deBelle, Mike, kanadischer Badmintonspieler
- Debelle, Speech (* 1983), englische Rapperin
- DeBello, James (* 1980), US-amerikanischer Filmschauspieler
- Debelts, Inge (1932–2019), deutsche Theaterschauspielerin, Regisseurin und Autorin
- Debély, Roland (* 1948), Schweizer Politiker (FDP)
- Debenedetti, Giacomo (1901–1967), italienischer Autor und Literaturkritiker
- Debenedetti, Santorre (1878–1948), italienischer Romanist, Italianist und Provenzalist
- Debenedetti, Tommaso (* 1969), italienischer Schriftsteller und Lehrer
- DeBenedictis, Dick (* 1935), US-amerikanischer Komponist
- Debeney, Marie-Eugène (1864–1943), französischer General
- Debenham, Frank (1883–1965), australisch-britischer Geograph und Polarforscher
- Debenham, Gilbert († 1481), englischer Ritter
- Debenham, Rob (* 1979), englischer Fußballspieler
- Debenham, Shelley (* 1979), britische Sängerin, MC, DJ und Musikproduzentin
- Debenham, William Elliott (1839–1924), britischer Fotograf
- Debenjak, Božidar (* 1935), jugoslawischer bzw. slowenischer Philosoph, Sozialtheoretiker und Übersetzer
- Debenjak, Doris (1936–2013), slowenische Germanistin und Übersetzerin
- Debenne, René (1914–2012), französischer Radrennfahrer
- Deber, Charles (* 1942), US-amerikanischer Biochemiker
- Deberg, Kylie (* 1999), US-amerikanische Volleyball- und Beachvolleyballspielerin
- Deberly, Henri (1882–1947), französischer Schriftsteller
- Debernard, Danièle (* 1954), französische Skirennläuferin
- DeBernardi, Forrest (1899–1970), US-amerikanischer Basketballspieler
- Debernardi, Piergiorgio (* 1940), italienischer Geistlicher, Bischof von Pinerolo
- Deberny, Alexandre (1809–1881), französischer Schriftgießer
- DeBerry, Alexandria (* 1994), US-amerikanische Schauspielerin und Model
- Deberry, Edmund (1787–1859), US-amerikanischer Politiker
- Debert, Günter (* 1929), deutscher Boxer und Boxtrainer in der DDR
- Debertin, Sebastian (* 1965), deutscher Fernsehproduzent und Medienmanager
- Debertin, Winfried (* 1953), deutscher Produzent und Regisseur
- Debertolis, Bruno (* 1978), italienischer Skilangläufer
- Debertolis, Ilaria (* 1989), italienische Skilangläuferin
- Debertshäuser, Monika (* 1952), deutsche Skilangläuferin
- Debes, Dietmar (1925–1999), deutscher Bibliothekar
- Debes, Ernst (1840–1923), deutscher Kartograf
- Debes, Hans Jacob (1940–2003), färöischer Historiker
- Debes, Hans Jákupsson (1722–1769), Løgmaður der Färöer
- Debes, Kurt (* 1916), deutscher Politiker (NDPD), MdV
- Debes, Lothar (1890–1960), deutscher Offizier sowie SS-GruppenführerLothar Debes (1890–1960)

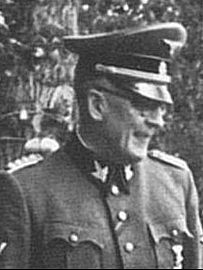
Lothar Debes (1890–1960)

- Debes, Louis-Helmut (1932–2009), deutscher Musikpädagoge
- Debes, Lucas Jacobson (1623–1675), dänischer Pfarrer und Topograph
- Debes, Martin (* 1971), deutscher Journalist und Buchautor
- Debes, Paul (1906–2004), deutscher Buddhist
- Debes, Robert (1878–1962), deutsch-schweizerischer Ökonom und Professor für Betriebswirtschaftslehre
- Debès, Thierry (* 1974), französischer Fußballtorhüter und Torwarttrainer
- Debesay, Mekseb (* 1991), eriträischer Radrennfahrer
- Debesay, Mossana (* 1993), eritreische Radsportlerin
- Debessay, Ferekalsi (* 1983), eritreischer Straßenradrennfahrer
- Debet, Anne (* 1970), französische Juristin, Hochschullehrerin und Datenschutzexpertin
- Debétaz, Édouard (1917–1999), Schweizer Politiker (FDP)
- Debeugny, Louis (1904–1979), französischer Autorennfahrer
- Debeur, Stephan (* 1965), deutscher Organist und Kirchenmusiker
- Debevec, Paul, US-amerikanischer Informatiker
- Debevec, Rajmond (* 1963), jugoslawischer und slowenischer Sportschütze
- Debever, Julie (* 1988), französische Fußballspielerin
- Debevoise, Thomas M. (1929–1995), US-amerikanischer Jurist und Politiker

### Debi
- Debias, Christian (1946–2021), französischer Autorennfahrer
- Dębicki, Edward (* 1935), polnischer Musiker
- Debicki, Elizabeth (* 1990), australische SchauspielerinElizabeth Debicki (* 1990)

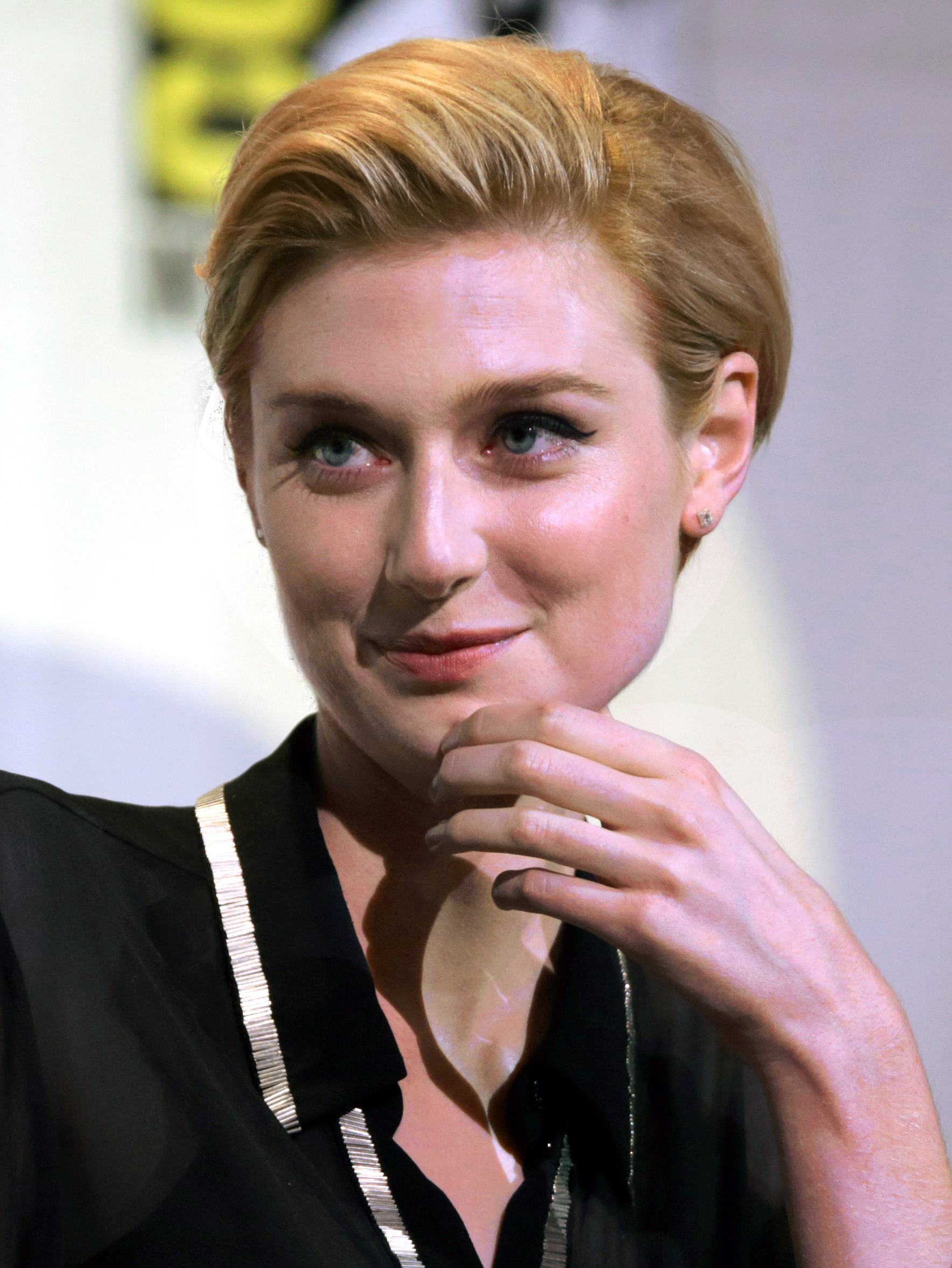
Elizabeth Debicki (* 1990)

- Dębicki, Stanisław (1866–1924), polnischer Maler
- Dębicki, Tadeusz (* 1945), polnischer Politiker, Mitglied des Sejm
- Debidour, Henri (1907–1990), französischer Arzt, Sanitätsoffizier und Politiker, Mitglied der Nationalversammlung
- Debie, Benoît (* 1968), belgischer Kameramann
- DeBiedma, Juan (* 1993), argentinisch-US-amerikanischer E-Sport-Wettkämpfer
- Debiel, Ludwig (1697–1771), österreichischer Jesuit und Theologe
- Debiel, Rudolf (1931–2015), deutscher Theater- und Filmschauspieler, Autor und Theaterleiter
- Debiel, Tobias (* 1963), deutscher Politologe
- Debierne, André-Louis (1874–1949), französischer Chemiker und Hochschullehrer
- Debierre, Louis (1842–1920), französischer Orgelbauer
- Debille, Albert (1910–1997), französischer Autorennfahrer
- Debilly, Jean-Louis (1763–1806), französischer Brigadegeneral der Artillerie und Infanterie
- Debinha (* 1991), brasilianische Fußballspielerin
- Debiossat, Alain (* 1958), französischer Jazz- und Fusionmusiker (Tenorsaxophon, Komposition)
- Debir, biblischer Amoriterkönig von Eglon
- Debison, Aselin (* 1990), kanadische Pop- und Folklore-Sängerin
- Debitzki, Julia (* 1991), deutsche Fußballspielerin

### Debj
- Debjani, Ismael (* 1990), belgischer Leichtathlet

### Debl
- DeBlanc, Alcibiades (1821–1883), Colonel des Heeres der Konföderierten Staaten von Amerika
- Debler, Dominikus (1756–1836), Chronist der Stadt Schwäbisch Gmünd
- Debler, Franz Xaver (1726–1802), Kleriker, Historiker und Genealoge sowie Chronist der Stadt Schwäbisch Gmünd
- Debler, Werner H. A. (1940–2014), deutscher Historiker, Pädagoge und Verwaltungsbeamter
- DeBlois, Dean (* 1970), kanadischer Regisseur und Drehbuchautor
- DeBlois, Lucien (* 1957), kanadischer Eishockeyspieler und -trainer
- DeBlois, Tony (* 1974), US-amerikanischer Musiker
- Debluë, François (* 1950), Schweizer Schriftsteller
- Debluë, Henri (1924–1988), Schweizer Schriftsteller

### Debn
- Debnam-Carey, Alycia (* 1993), australische SchauspielerinAlycia Debnam-Carey (* 1993)

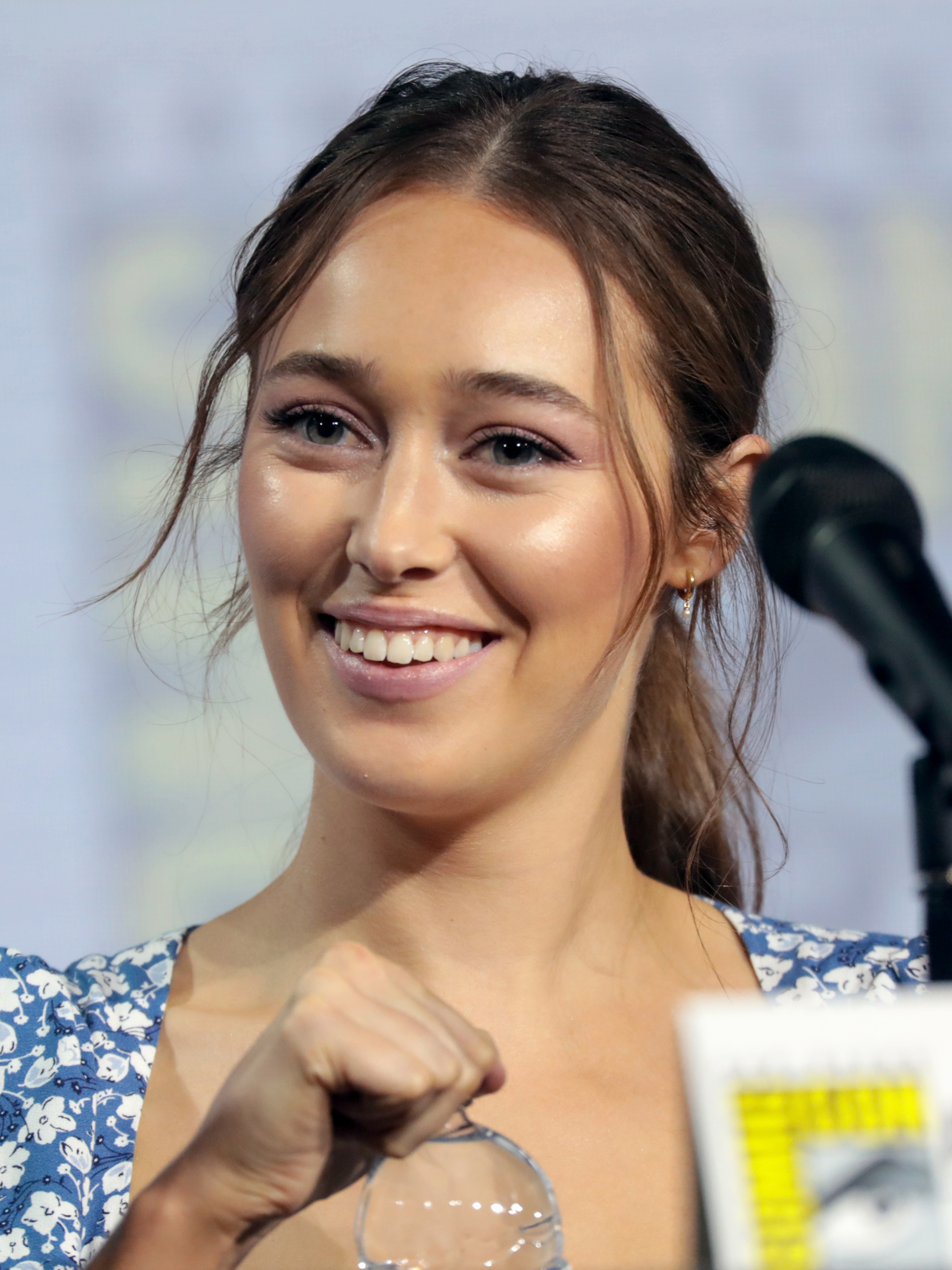
Alycia Debnam-Carey (* 1993)

- Debnath, Ishan (* 1991), indischer Fußballtorhüter
- Debney, John (* 1956), US-amerikanischer FilmkomponistJohn Debney (* 1956)

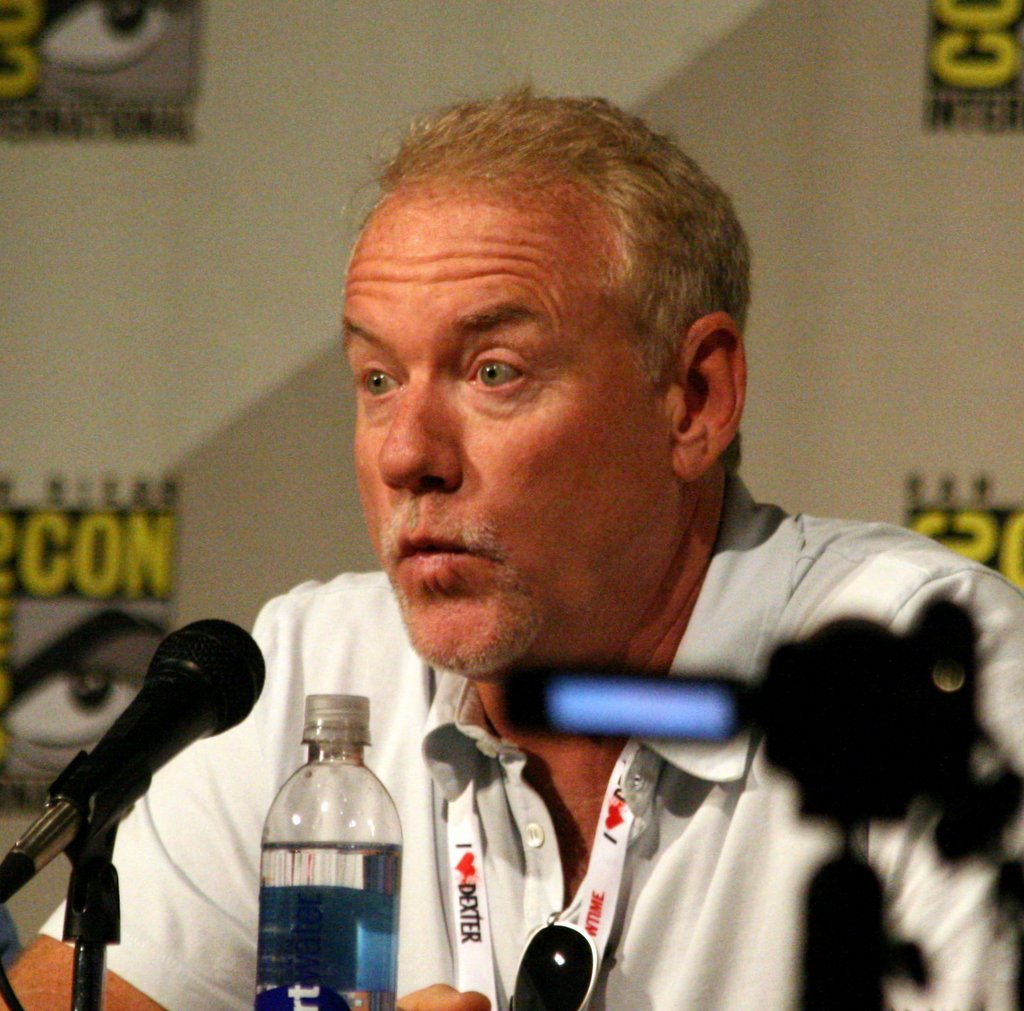
John Debney (* 1956)

### Debo
- Debo, Ludwig (1818–1905), deutscher Architekt und Hochschullehrer
- Deboe, William Joseph (1849–1927), US-amerikanischer Politiker
- DeBoer, Jocelyn (* 1985), Schauspielerin, Komikerin, Regisseurin, Produzentin und Drehbuchautorin
- DeBoer, Peter (* 1968), kanadischer Eishockeyspieler, -trainer und General Manager
- Debognies, Simon (* 1996), belgischer Leichtathlet
- Deboi, Heinrich-Anton (1893–1955), deutscher Generalleutnant im Zweiten Weltkrieg
- Debois, Nadine (* 1961), französische Leichtathletin
- Debold-Kritter, Astrid (1939–2024), deutsche Kunsthistorikerin, Denkmalpflegerin und Hochschullehrerin
- Débole, Carlos Alberto (1915–1990), argentinischer Lyriker
- DeBolt, Daisy (1945–2011), kanadische Musikerin, Sängerin und Songwriterin
- Debolzew, Ilja Nikolajewitsch (1747–1827), russischer Staatsrat, Übersetzer und Publizist
- Debón, Alex (* 1976), spanischer Motorradrennfahrer
- Debon, François (1807–1872), französischer Historienmaler, Karikaturist und Schöpfer von Kleinplastiken
- Debon, Günther (1921–2005), deutscher Sinologe
- DeBona, Rue (* 1976), US-amerikanische Sängerin, Schauspielerin und Moderatorin
- Debongnie, Eugène (1893–1956), französisch-belgischer Radrennfahrer
- Debonne, Nonna (* 1985), französische Fußballspielerin
- Debonneville, Victor (1829–1902), Schweizer Politiker (FDP)
- Debono, Darren (* 1974), maltesischer Fußballspieler
- Debono, Freddie (* 1944), maltesischer Fußballtorhüter
- Debono, Giovanna (* 1956), maltesische Politikerin
- DeBonville, Jessica (* 1986), US-amerikanische Schauspielerin
- DeBoom, Nicole (* 1972), US-amerikanische Triathletin
- DeBoom, Tim (* 1970), US-amerikanischer Triathlet und zweifacher Ironman-Hawaii-Sieger
- DeBoom, Tony (* 1968), US-amerikanischer Triathlet und zweifacher Ironman Hawaii-Sieger
- Debora, Richterin Israels
- Deborah C (* 1990), maltesische Sängerin
- DeBorba, Dorothy (1925–2010), US-amerikanische Schauspielerin und Kinderdarstellerin
- Debord, Guy (1931–1994), französischer Künstler und Philosoph
- Deborgies, Albert (1902–1984), französischer Wasserballspieler
- Deborin, Abram Moissejewitsch (1881–1963), sowjetischer Philosoph
- DeBose, Ariana (* 1991), US-amerikanische Filmschauspielerin und MusicaldarstellerinAriana DeBose (* 1991)

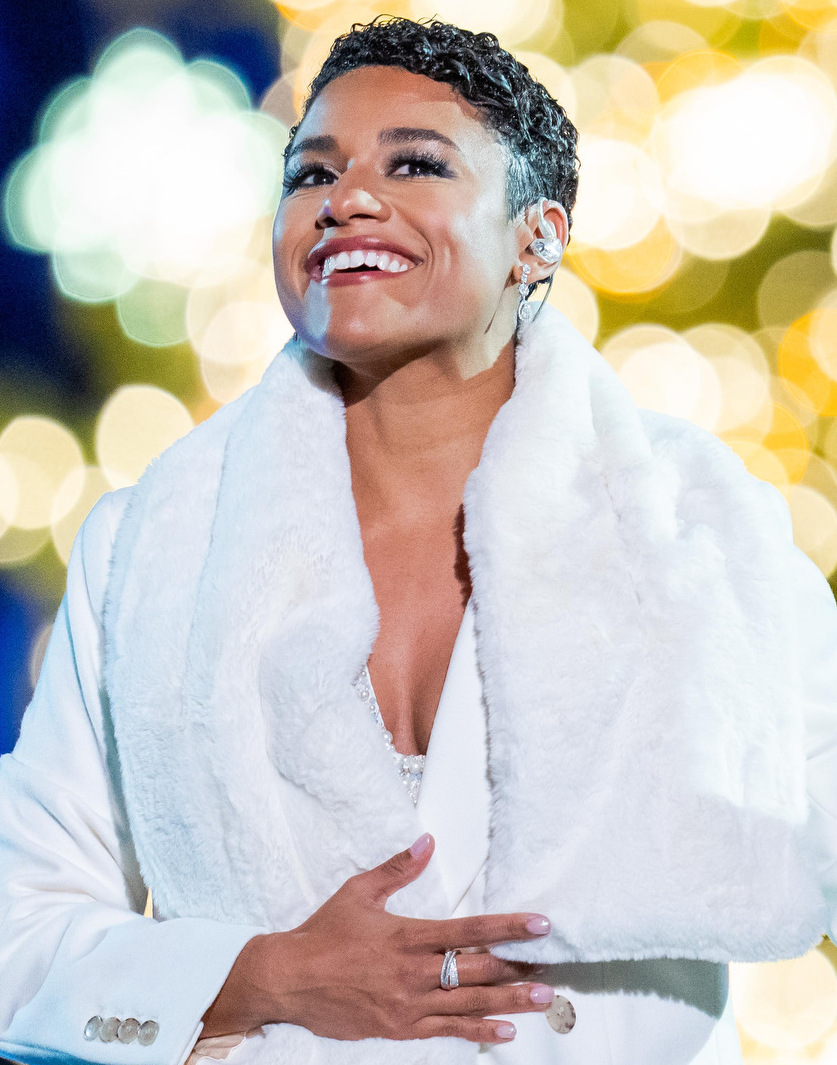
Ariana DeBose (* 1991)

- Debosnys, Henry (1836–1883), US-amerikanischer Mörder
- Debourse, Marie-Christine (* 1951), französische Hochspringerin
- Debout, Jean-Jacques (* 1940), französischer Chansonnier, Textdichter, Komponist und Schauspielveranstalter

### Debr
- Debrah, Ernest Akubuor (1947–2016), ghanaischer Politiker, Minister für Ernährung und Landwirtschaft
- DeBrake, Robert F. (1927–1951), US-amerikanischer Sergeant, Todesopfer an der Berliner Sektorengrenze
- Debras, Louis (1819–1899), französischer Maler
- Debrauz de Saldapenna, Louis Antoine (1811–1871), österreichischer Geheimdiplomat, Journalist und Autor
- Debray, Cécile (* 1966), französische Kuratorin und Kunsthistorikerin
- Debray, Régis (* 1940), französischer Intellektueller, Journalist und Professor
- Debré, Constance (* 1972), französische Schriftstellerin und Anwältin
- Debré, Germain (1890–1948), französischer Architekt
- Debré, Jean-Louis (1944–2025), französischer Politiker, Mitglied der Nationalversammlung
- Debré, Michel (1912–1996), französischer Politiker, Mitglied der Nationalversammlung, MdEP
- Debré, Olivier (1920–1999), französischer Maler der Lyrischen Abstraktion, Keramiker, Autor und Hochschullehrer
- Debré, Robert (1882–1978), französischer Kinderarzt
- Debreceni, Tibor (1946–2023), ungarischer Radrennfahrer
- Debreczeni, József (1905–1978), ungarisch-jugoslawischer Journalist und Autor
- Debreczeni-Klivinyi, Kinga (* 1992), ungarische Handballspielerin
- Debreli, Sedat (* 1983), türkischer Fußballspieler
- DeBrest, Spanky (1937–1973), US-amerikanischer Jazzbassist
- Debret, Jean-Baptiste (1768–1848), französischer Maler
- Debreu, Gérard (1921–2004), französischer Wirtschaftswissenschaftler und Nobelpreisträger
- Debreyne, Henri (* 1870), französischer Turner
- Debriano, Santi (* 1955), US-amerikanischer Jazzbassist
- Debrie, André (1891–1967), Gründer der "Etablissements André Debrie"
- Debrie, Marguerite (1879–1968), französische Pianistin und Komponistin
- Debrie, René (1920–1989), französischer Romanist und Dialektologe
- DeBrincat, Alex (* 1997), US-amerikanischer Eishockeyspieler
- Debrit-Vogel, Agnes (1892–1974), schweizerische Chronistin der schweizerischen Frauenbewegung
- Debrois van Bruyck, Carl (1828–1902), österreichischer Pianist, Komponist und Musikschriftsteller
- Debrot, Cola (1902–1981), niederländischer Schriftsteller, Anwalt und Politiker
- Debrousse, Jean-Hubert (1844–1899), französischer Unternehmer, Redakteur, Politiker, Kunstsammler und Philanthrop
- Debru, Claude (* 1944), französischer Wissenschaftshistoriker und Philosoph
- Debru, Gabriel (* 2005), französischer Tennisspieler
- Debruge, Peter, US-amerikanischer Filmkritiker
- Debrunner, Albert (1884–1958), Schweizer Indogermanist, Gräzist und Sprachwissenschaftler
- Debrunner, Catherine (* 1995), Schweizer RollstuhlsportlerinCatherine Debrunner (* 1995)

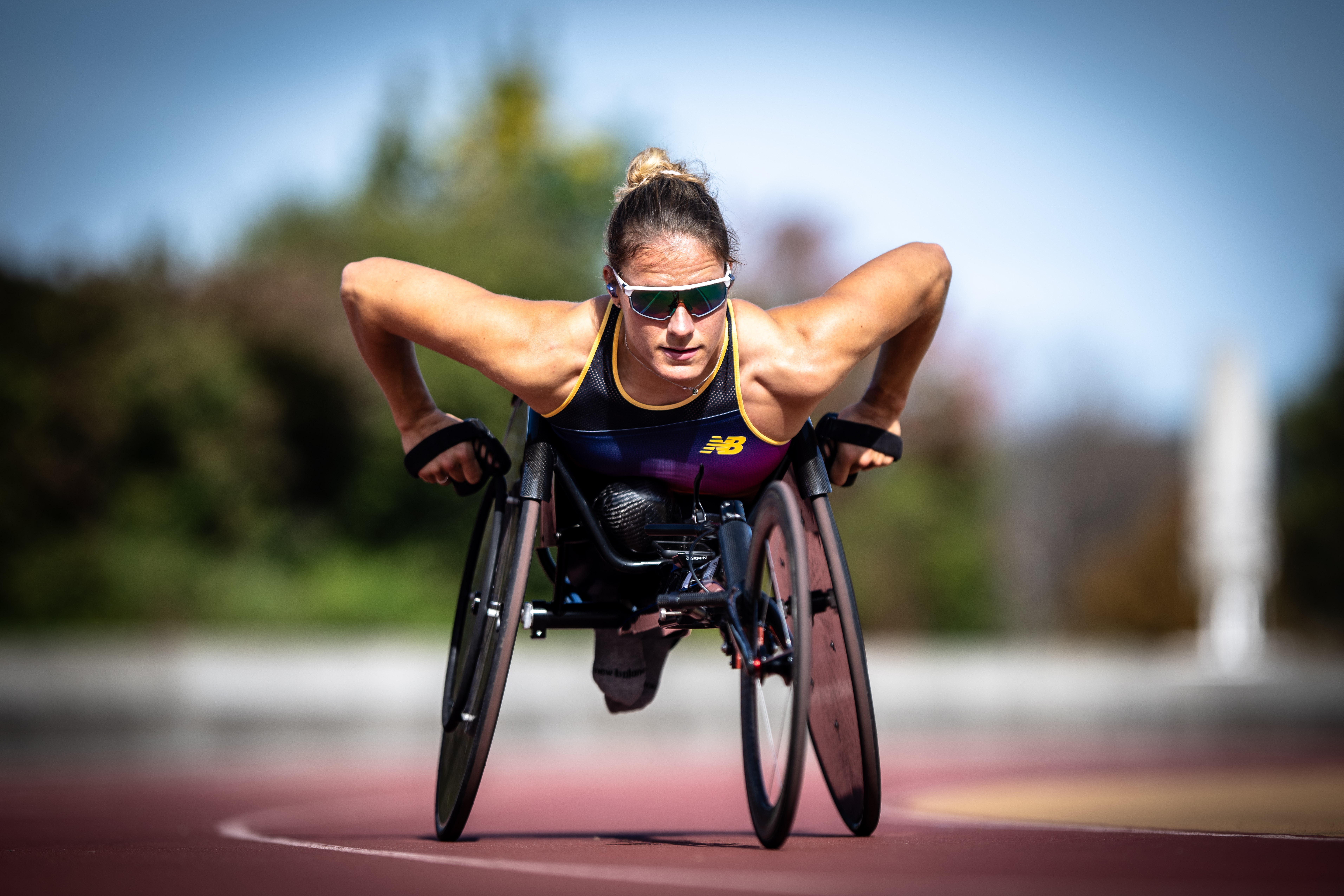
Catherine Debrunner (* 1995)

- Debrunner, Gertrud (1902–2000), Schweizer Malerin und Zeichnerin
- Debrunner, Hans Werner (1923–1998), Schweizer Historiker, Theologe und Afrikaforscher
- Debrunner, Hugo (1896–1985), Schweizer Kunsthistoriker und Psychologe
- DeBrusk, Jake (* 1996), kanadischer Eishockeyspieler
- DeBrusk, Louie (* 1971), kanadischer Eishockeyspieler und Sportkommentator

### Debs
- Debs, Eugene V. (1855–1926), US-amerikanischer PolitikerEugene V. Debs (1855–1926)

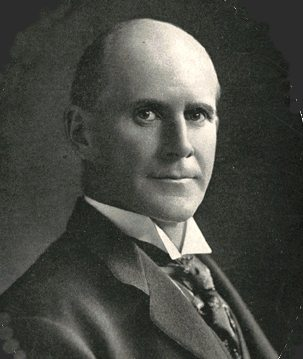
Eugene V. Debs (1855–1926)

- Debs, Giuseppe (1833–1907), Erzbischof von Beirut
- Debs, Sébastien (* 1992), französisch-libanesischer E-Sportler
- Debschitz, Franz von (1877–1963), Oberst und Rechtsritter des Johanniterordens
- Debschitz, Georg von (1551–1632), schlesischer Gutsbesitzer und kaiserlicher Hauptmann
- Debschitz, Kolmar von (1809–1878), preußischer Generalleutnant
- Debschitz, Thilo von (* 1966), deutscher Designer und Autor
- Debschitz, Wilhelm von (1871–1948), deutscher Kunstmaler, Designer und Kunstlehrer
- Debschitz-Kunowski, Wanda von (1870–1935), deutsche Porträt-Fotografin
- Debschütz, Nicolaus Otto Ferdinand von (1763–1838), preußischer Landschaftsdirektor Landrat
- Dębska, Maria (* 1992), polnische Schauspielerin
- Dębski, Artur (* 1969), polnischer Politiker, Mitglied des Sejm
- Dębski, Krzesimir (* 1953), polnischer Komponist und Jazz-Musiker

### Debu
- Debuchy, Mathieu (* 1985), französischer Fußballspieler
- Debucourt, Jean (1894–1958), französischer Schauspieler
- Debucourt, Philibert-Louis (1755–1832), französischer Maler und Kupferstecher
- DeBues-Stafford, Gabriela (* 1995), kanadische Leichtathletin
- Debuf, Jean (1924–2010), französischer Gewichtheber
- Deburau, Jean-Gaspard (1796–1846), französischer PantomimeJean-Gaspard Deburau (1796–1846)

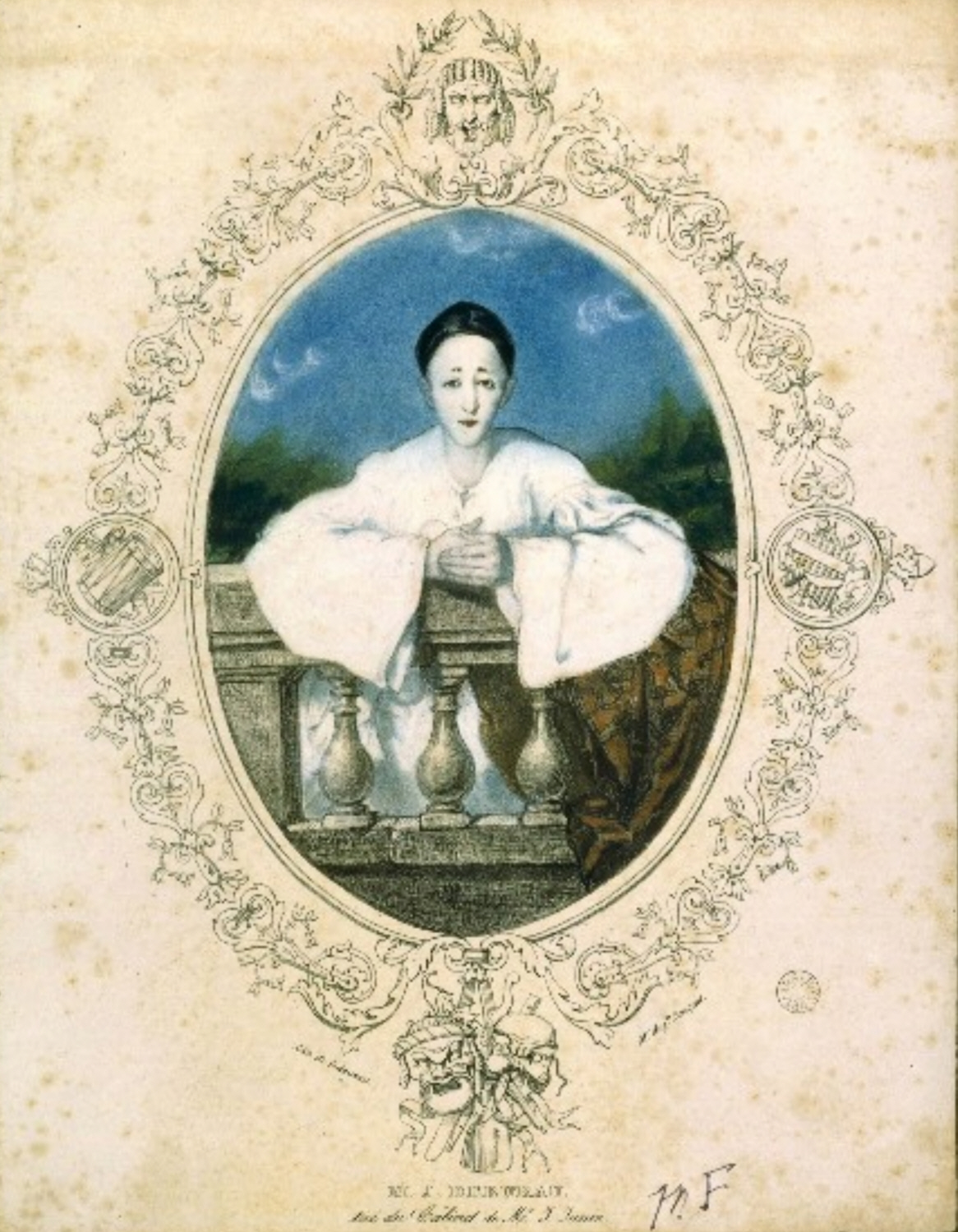
Jean-Gaspard Deburau (1796–1846)

- Debure, Guillaume-François (1732–1782), französischer Buchhändler und Bibliograph
- Debureau, Philippe (* 1960), französischer Handballspieler
- Debureaux, Matthias (* 1970), französischer Journalist und Autor
- Deburghgraeve, Frederik (* 1973), belgischer Schwimmer
- Debus, Allen G. (1926–2009), US-amerikanischer Wissenschaftshistoriker
- Debus, Beate (* 1957), deutsche Bildhauerin und Grafikerin
- Debus, Dorothea (* 1972), deutsche Philosophin
- Debus, Eike Sebastian (* 1962), deutscher Gefäßchirurg und Hochschullehrer
- Debus, Friedhelm (1932–2023), deutscher Germanist und Professor
- Debus, Günter (1939–2022), deutscher Psychologe
- Debus, Hans (1919–1945), deutscher Widerstandskämpfer
- Debus, Heinrich (1824–1915), deutscher Chemiker
- Debus, Helmut (* 1949), niederdeutscher Liedermacher
- Debus, Johann Wilhelm (1801–1866), Steuerkontrolleur, Fotograf, Maler und der Erfinder des Debusskops
- Debus, Johannes (1879–1966), deutscher Politiker (SPD)
- Debus, Johannes (* 1974), deutscher Dirigent
- Debus, Julian (* 1991), deutscher Basketballspieler
- Debus, Jürgen (* 1939), deutscher Politiker (SPD), MdL Rheinland-Pfalz
- Debus, Katharina (* 1979), deutsche Sängerin und Musicaldarstellerin
- Debus, Kurt Heinrich (1908–1983), deutsch-US-amerikanischer Leiter des Kennedy Space CenterKurt Heinrich Debus (1908–1983)

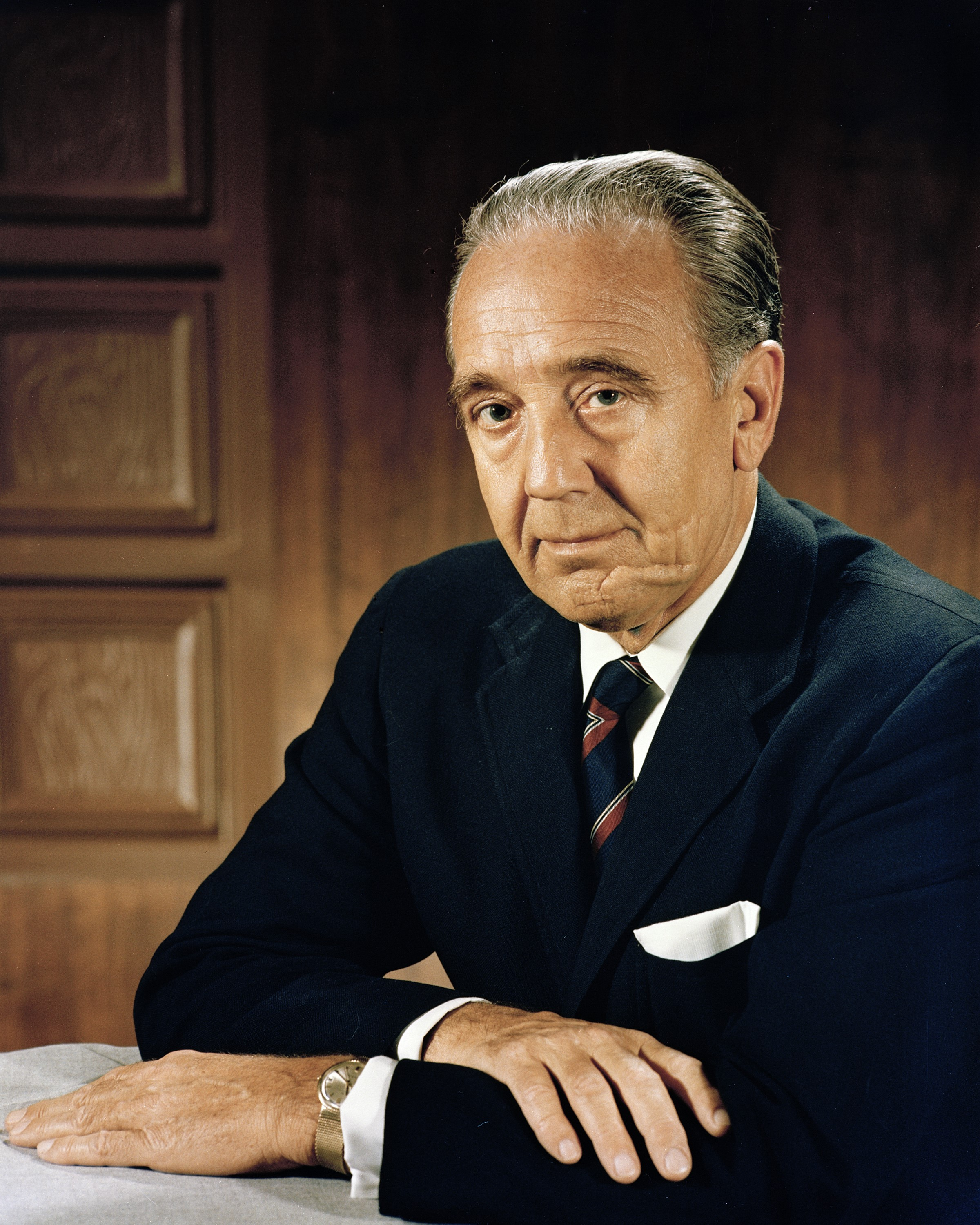
Kurt Heinrich Debus (1908–1983)

- Debus, Luitpold (1908–1962), deutscher Widerstandskämpfer gegen den Nationalsozialismus
- Debus, Manuel (* 1948), deutscher Physiotherapeut, Buchautor und ehemaliger Triathlet
- Debus, Marc (* 1978), deutscher Politikwissenschaftler und Hochschullehre
- Debus, Martin (* 1966), deutscher Theaterregisseur und Schauspieler
- Debus, Matthias (* 1977), deutscher Jazzmusiker (Bass, Komposition)
- Debus, Maximilian (1904–1981), deutscher Maler, Grafiker, Designer und Hochschullehrer
- Debus, Michael (* 1943), deutscher Anthroposoph, Pfarrer in der Christengemeinschaft und Buchautor
- Debus, Oskar (1886–1942), deutscher Widerstandskämpfer
- Debus, Sigurd (1942–1981), deutsches mutmaßliches Mitglied der Rote Armee Fraktion
- Debüser, Tiny (1891–1957), deutsche Mezzo-Sopranistin
- Debusmann, Gero (* 1943), deutscher Rechtswissenschaftler
- Debusmann, Günther (1931–2013), deutscher Radrennfahrer
- DeBusschere, Dave (1940–2003), US-amerikanischer Basketballspieler
- Debusschere, Jens (* 1989), belgischer Radrennfahrer
- Debussy, Claude (1862–1918), französischer Komponist des ImpressionismusClaude Debussy (1862–1918)

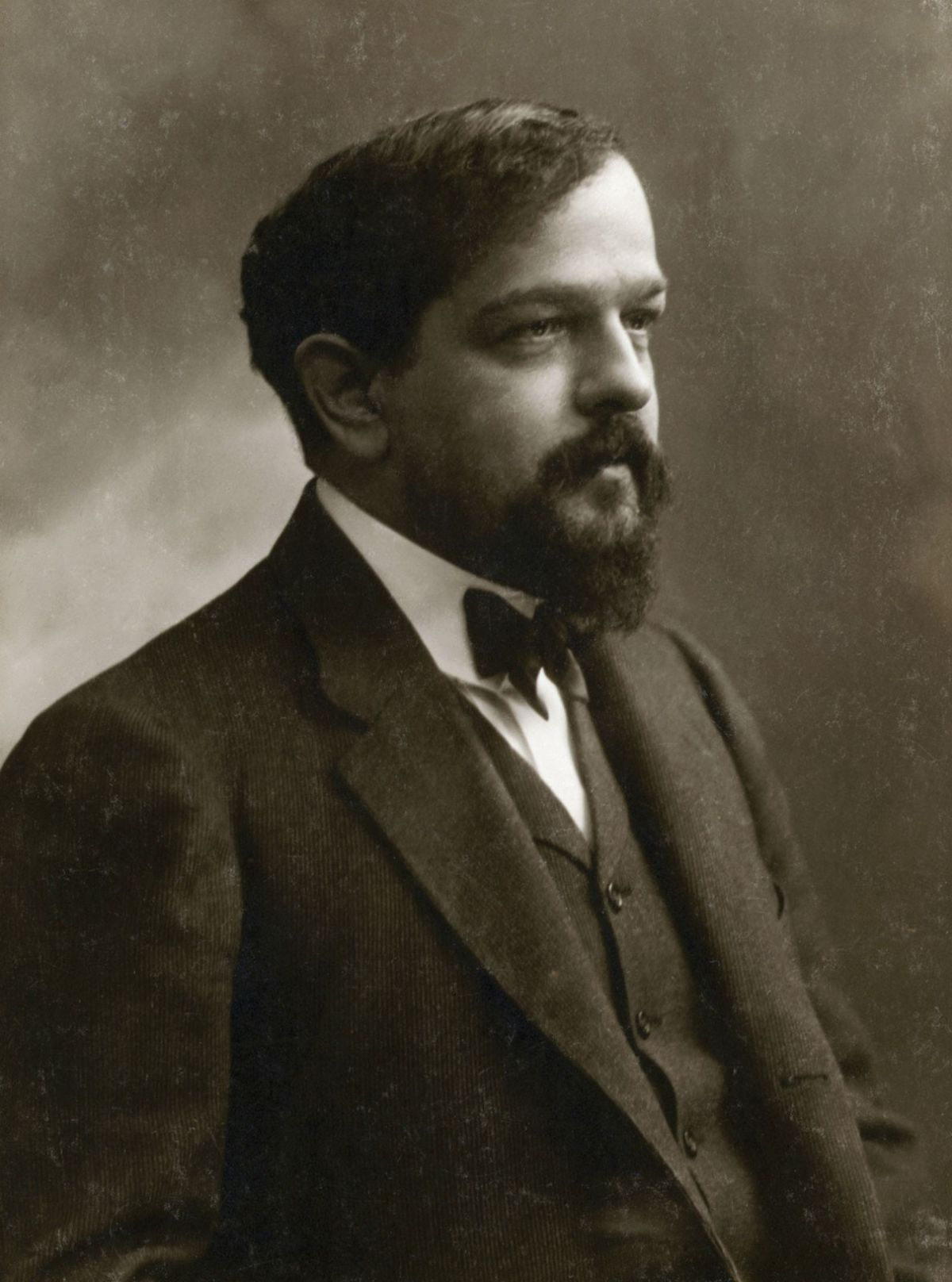
Claude Debussy (1862–1918)

- Début, Jean Didier (1824–1893), französischer Bildhauer

### Deby
- Déby Itno, Mahamat Idriss (* 1984), tschadischer Militär und Staatsmann
- Deby Itno, Saleh († 2024), tschadischer Militär
- Déby, Idriss (1952–2021), tschadischer Politiker, Präsident des Tschad
- Deby, Patrick (* 1938), deutscher Architekt
- Debye, Peter (1884–1966), niederländischer Physiker und Chemiker, Chemienobelpreisträger